# Island in the Sun
«Island in The Sun» (с англ. — «Остров под солнцем») — второй сингл американской рок-группы Weezer с их третьего студийного альбома Weezer (Green Album), выпущенного в 2001 году. Изначально сингл не планировалось включать в альбом, но продюсер Рик Окасек настоял на этом. Он стал самым успешным радио-синглом и самым крупным хитом группы за пределами США, достигшим 31-го места в Великобритании и 17-го места во Франции. В январе 2002 года австралийский чарт Triple J Hottest 100 поставил песню на 7-е место . В 2009 году журнал Pitchfork назвал сингл 495-й величайшей песней 2000-х годов.

## Критика
Мелисса Боббит с сайта Dotdash назвала сингл 12-й лучшей песней Weezer, заявив, что она передает расслабленную атмосферу Южной Калифорнии. Эмили Тартанелла из Magnet посчитала сингл самой переоцененной песней Weezer, заявляя, что она должна быть удалена из рекламных роликов и радиостанций. По ее мнению песня слишком расслабленная.

## Клип
На песню было снято два видеоклипа. Режиссером первой версии выступил Маркос Сиега. В ней группа Weezer выступает на свадебном приеме мексиканской пары. Второй видеоклип был снят режиссером Спайком Джонсом. В нем группа вступает с различными дикими животными на якобы отдаленном холме (хотя на самом деле он был снят недалеко от Лос-Анджелеса, предположительно на холмах близ Сими-Вэлли). 

## Трек-лист
| №  | Название            | Длительность |
| -- | ------------------- | ------------ |
| 1. | «Island in the Sun» | 3:20         |

| №  | Название                           | Длительность |
| -- | ---------------------------------- | ------------ |
| 1. | «Island in the Sun»                | 3:20         |
| 2. | «Oh, Lisa»                         | 2:45         |
| 3. | «Always»                           | 2:05         |
| 4. | «Island in the Sun» (CD-ROM video) |              |

| №  | Название            | Длительность |
| -- | ------------------- | ------------ |
| 1. | «Island in the Sun» | 3:20         |
| 2. | «Sugar Booger»      | 3:40         |
| 3. | «Brightening Day»   | 2:11         |

| №  | Название            | Длительность |
| -- | ------------------- | ------------ |
| 1. | «Island in the Sun» | 3:20         |
| 2. | «Always»            | 2:05         |

| №  | Название               | Длительность |
| -- | ---------------------- | ------------ |
| 1. | «Island in the Sun»    | 3:20         |
| 2. | «Teenage Victory Song» | 3:05         |
| 3. | «Starlight»            | 3:19         |

## Чарты

### Еженедельные чарты
| Чарт (2001–2002)                           | Высшая позиция |
| ------------------------------------------ | -------------- |
| Австралия (ARIA)                           | 78             |
| Бельгия/Валлония (Ultratip Bubbling Under) | 9              |
| Франция (SNEP)                             | 17             |
| Новая Зеландия (Recorded Music NZ)         | 47             |
| Шотландия (OCC Scotland)                   | 30             |
| Великобритания (OCC UK Singles)            | 31             |
| Великобритания (OCC UK Rock & Metal)       | 5              |
| США (Billboard Bubbling Under Hot 100)     | 11             |
| США (Billboard Adult Alternative Songs)    | 8              |
| США (Billboard Adult Pop Airplay)          | 33             |
| США (Billboard Alternative Airplay)        | 11             |

| Чарт (2008)                        | Высшая позиция |
| ---------------------------------- | -------------- |
| США (Billboard Digital Song Sales) | 57             |

| Чарт (2011)                | Высшая позиция |
| -------------------------- | -------------- |
| Canada (Nielsen SoundScan) | 42             |

| Чарт (2002)   | Позиция |
| ------------- | ------- |
| France (SNEP) | 95      |

## Сертификации
| Регион                                                                      | Сертификация | Продажи |
| --------------------------------------------------------------------------- | ------------ | ------- |
| Великобритания (BPI)                                                        | Серебряный   | 200 000 |
| Данные о продажах + прослушиваниях приведены только на основе сертификации. |              |         |